# 힌디어
힌디어(Hindi, हिन्दी)는 인도유럽어족의 인도이란어파에 속하는 언어로, 영어와 함께 1965년 1월 26일 이후로 인도의 공용어이다. 힌디어는 주로 데바나가리 문자로 표기된다. 힌디어와 우르두어는 많은 언어학자들에게 같은 언어로 간주되고 있으며, 힌디와 우르두어 외의 다른 방언들까지 포괄하는 말로 힌두스타니어라는 표현도 쓰인다. 힌디와 우르두의 근본적인 차이는 힌디가 산스크리트어에서 기원한 단어들을 차용해서 쓰는 데 비해 우르두가 페르시아어와 아랍어 어휘를 많이 빌려다 쓰며, 힌디어가 데바나가리로 표기할 때 우르두어는 아랍 문자의 변형된 형태로 표기한다는 점이다.

## 명칭
‘힌디어’는 국립국어원의 표기로, 힌디어에서 그 자신을 이르는 말 ‘힌디’에서 왔다. 민족이나 지역 이름 뒤에 ‘-어(語)’를 붙이는 다른 언어 이름의 규칙에 맞지 않아 ‘힌두어’라는 말을 쓸 수 있지만, ‘힌두’는 힌두교를 믿는 사람을 아울러 부르는 말이며 특정 지역이나 민족을 나타내는 말은 아니기 때문에 적절하지 않다고 보는 시각도 있다.

## 계통과 역사
인도유럽어족 인도이란어파에 분류된다. 인도 국내와 파키스탄에서 사용되는 우르두어와는 기본적인 어휘와 문법이 거의 일치하며, 언어학적으로 동일한 언어의 변종이다. 역사적으로 산스크리트어 고전 언어로 아랍어, 페르시아어 계의 어휘가 매우 많이 참여해 성립한 힌두스탄어가 힌두어의 전신이며, 19세기 경에 우르두어와 불완전하게 분화하였다. 우르두어가 이슬람교 문화권의 영향으로 더 많은 아라비아어, 페르시아어 계의 고급 어휘를 도입한 반면, 힌디어는 일부 고급 어휘를 산스크리트어 유래의 단어들로 채워 성립하였다. 그러나 정치적, 종교적인 상황을 제외한 일상 생활에서는 인도와 파키스탄의 서민은 서로 말이 거의 일치한다. 또한 힌디어는 인도식 영어의 영향도 받았다.
힌두어를 인도 전역에서 통일된 공용어로 만들고자 하는 움직임도 있지만, 완전히 다른 어족인 남부의 드라비다어족 등 다른 계통의 언어를 모어로 사용하는 인구가 많아 반발이 있다.

## 방언
- 동부 힌디어 : 힌디어 주요 방언 중 하나이다. 정통 힌두어로되어 있으며, 우타르 프라데시 주를 중심으로 화자 인구도 많다.
- 서부 힌디어 : 힌디어 주요 방언 중 하나이다. 동부 힌두어보다 화자 인구는 적지만, 수도 뉴델리를 포함한 지역에서 말하여지고 있기 때문에 그 영향력은 작지 않다.

## 문자
표기에는 주로 데바나가리 문자가 사용된다. 그러나 실제로는 인도 국내의 공공장소에서 영어식 발음에 준한 라틴 문자 표기도 병용되는 경우가 많으며, 이것은 아랍어로 표기되는 우르두어 단어의 이야기들과 문서로 의사소통할 때에도 필요하여 많이 이용된다.

## 같이 보기
- 인도의 언어
- 인도의 공용어 목록
- 모어 화자 수순 인도 언어 목록